# Lynn Baggett
Pour les articles homonymes, voir Baggett.
Lynn Baggett est une actrice américaine, née le 10 mai 1923 à Wichita Falls, Texas, et décédée le 22 mars 1960 à Hollywood, d'une overdose.

## Filmographie
- 1941 : L'Entraîneuse fatale (Manpower) :
- 1943 : Air Force (Air Force) :
- 1943 : Three Cheers for the Girls :
- 1943 : Murder on the Waterfront (en) :
- 1943 : Remerciez votre bonne étoile (Thank Your Lucky Stars) :
- 1944 : In Our Time :
- 1944 : Hollywood Canteen :
- 1944 : Les Aventures de Mark Twain (The Adventures of Mark Twain) :
- 1945 : Roughly Speaking de Michael Curtiz
- 1945 : Pillow to Post de Vincent Sherman
- 1945 : Rhapsodie en bleu (Rhapsody in Blue)
- 1945 : Le Roman de Mildred Pierce (Mildred Pierce)
- 1945 : Star in the Night (court-métrage) de Don Siegel
- 1945 : Agent secret (Confidential Agent)
- 1946 : Cinderella Jones
- 1946 : One More Tomorrow
- 1946 : Janie Gets Married
- 1946 : Nuit et Jour (Night and Day)
- 1946 : Deux Nigauds dans le manoir hanté (The Time of Their Lives)
- 1946 : La Fille et le Garçon (The Time, the Place and the Girl)
- 1947 : Des filles disparaissent (Lured)
- 1950 : La Flèche et le Flambeau (The Flame and the Arrow)
- 1950 : Mort à l'arrivée (D.O.A.)
- 1951 : Dans la gueule du loup (The Mob)